# Sharon Lynn
D'Auvergne Sharon Lindsay (9 de abril de 1901 – 26 de mayo de 1963), más conocida como Sharon Lynn, fue una actriz y cantante estadounidense. Quién comenzó actuando en películas durante la era de cine mudo, pero su carrera tuvo éxito cuando llegó la era sonora antes de que desaparezca durante la década de 1930, Lynn es famosa por interpretar a Lola Maxwell, la villana en la película de Laurel y Hardy, Way Out West.

## Primeros años
Lynn nació en Weatherford (Texas). Cuando era pequeña, se mudó a Fullerton, California, siendo educada en varias escuelas públicas en Fullerton. Lynn estudió en el Paramount Motion Picture School.

## Carrera
Lynn apareció en varias películas durante la era de cine mudo, debutando en la película Speakeasy (1929).

## Vida personal
El 16 de enero de 1932, Lynn se casó con Benjamin Glazer en Yuma, Arizona, el matrimonio duró hasta la muerte de Glazer en 1956. En 1961 se casó con John Sershen.

## Muerte
El 26 de mayo de 1963, Lynn murió en el Hospital Hollywood Presbyterian, a los 62 años de esclerosis múltiple.

## Filmografía
- Curlytop (1924)
- The Coward (1927)
- Clancy's Kosher Wedding (1927)
- Tom's Gang (1927)
- The Cherokee Kid (1927)
- Aflame in the Sky (1927)
- None but the Brave (1928)
- Son of the Golden West (1928)
- Give and Take (1928)
- Red Wine (1928)
- Speakeasy (1929)
- Fox Movietone Follies of 1929 (1929)
- The One Women Idea (1929)
- Happy Days (1929)
- Sunny Side Up (1929)
- Let's Go Places (1930)
- Up the River (1930)
- Crazy That Way (1930)
- Lightnin' (1930)
- Men on Call (1931)
- Too Many Cooks (1931)
- The Big Broadcast (1932)
- Discarded Lovers  (1932)
- Enter Madame (1935)
- Go into Your Dance (1935)
- Way Out West (1937)
- Thistledown (1938)